# جهنم دی‌ال‌ال

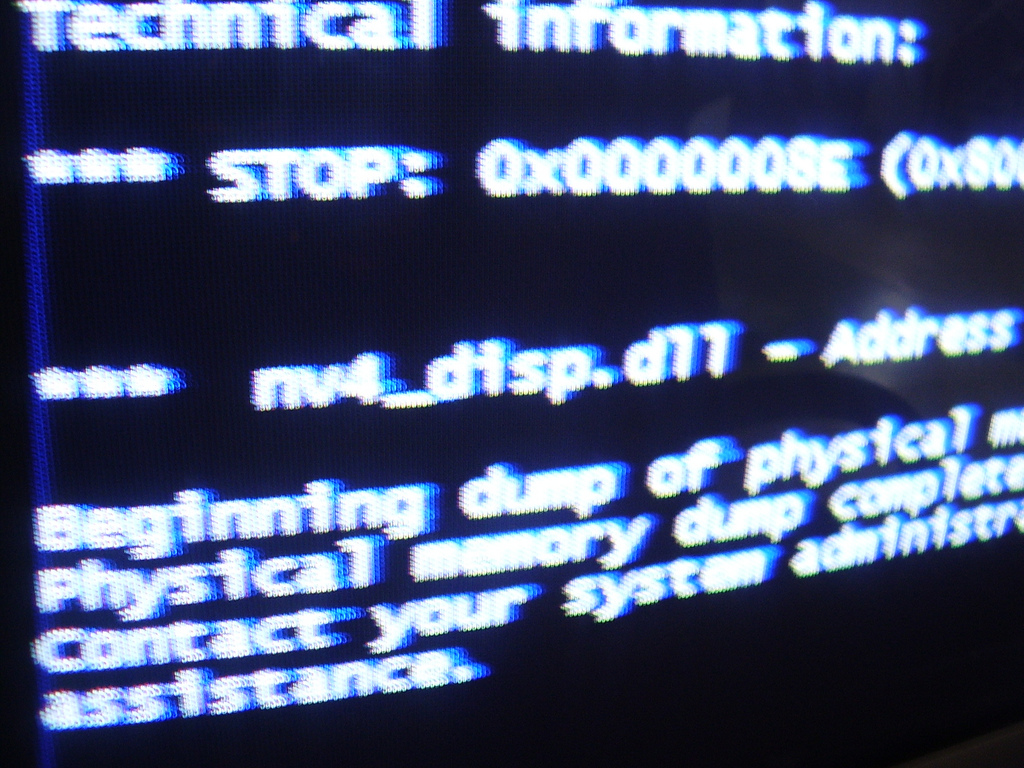
جهنم دی‌ال‌ال

جهنم دی ال ال (به انگلیسی: DLL Hell) در علم محاسبات و رایانه اصطلاحی است برای تشریح پیچیدگی‌های ناشی از کار با کتابخانه‌های پیوند پویا (به انگلیسی: Dll). کتابخانه پیوند پویا در سیستم عاملهای مایکروسافت ویندوز مورد استفاده قرار می‌گیرند. به خصوص میراث ویرایشگرهای ۱۶-بیتی legacy که همه در یک فضای حافظه اجرا می‌شوند.
جهنم دی ال ال می‌تواند به روش‌های بسیاری اتفاق بیفتد به‌خصوص در حالتی که برنامه‌های کاربردی به درستی راه اندازی نشده‌اند یا به درستی کار نمی‌کنند.
جهنم دی ال ال فرم اکوسیستم-خاص ویندوز از مفهوم کلی تر جهنم وابستگی است.